# Edenbridge (sastav)
 Ovo je članak o sastavu Edenbridge. Za druga značenja pogledajte Edenbridge, Kent.
Edenbridge je simfonijski metal sastav iz Austrije, točnije iz Linza. Osnivač sastava je Lanvall (pravim imenom Arne Stockhammer) Grupa je osnovana 1998. godine.

## Životopis
Album prvijenac izdaju 2000. godine, a miksanje albuma obavio je Dennis Ward iz Pink Cream 69. Pjevačica Sabina snima vokale 2001. za argentinski simfonijski metal sastav Beto Vasquez Infinity i sudjeluje u ostvarenju Rock Opere Missa Mercuria. Godine 2003. izdaju album Aphelion i kreču na turneju kao predgrupa sastavima kao što su Sirenia i Trail of Tears. Godine 2004. na festivalu "Builiding a Force" u Heilbronnu u Njemačkoj snimaju svoj nastup uživo i objavljuju koncertni album A Livetime in Eden. Iste godine ulaze u studio gdje se nastavlja suradnja s Dennis Wardom, ali ovaj put kao producentom i snimaju album Shine.

## Diskografija
Studijski albumi
- Sunrise in Eden (2000.)
- Arcana (2001.)
- Aphelion (2003.)
- Shine (2004.)
- The Grand Design (2006.)
- MyEarthDream (2008.)
- Solitaire (2010.)
- The Bonding (2013.)

Koncertni albumi
- A Livetime in Eden (2004.)

## Članovi sastava
- Sabine Edelsbacher - vokali
- Andreas Eibler - gitara
- Kurt Bednarsky - bas
- Lanvall - klavijature
- Roland Navratil - bubnjevi

## Vanjske poveznice
- Službena stranica